# Тюркський каганат
Тюркський каганат, тюркська історична самоназва — Вічний Ель Тюркського народу (ст.-тюрк. 𐰋𐰭𐰏𐰵:𐰃𐰠𐰃, Meñgü El) — тюркська держава, що була конфедерацією племен, імперія. Держава також називалася Ґьоктюрк — небесні тюрки. Це узгоджується з давнім алтайським культом небесного наданого правління, що потім був перейнятий китайцями.

## Походження

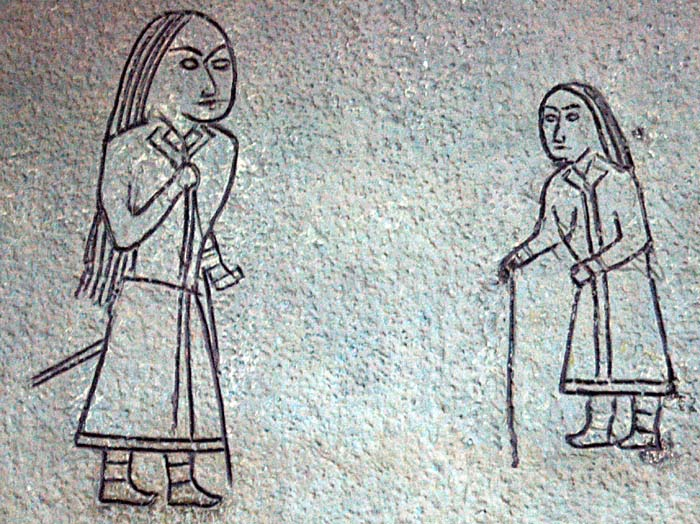
Зображення тюрків у монгольській провінції Завхан. 6-8 сторіччя.

Держава заснована Бумин-ханом, або Тюмен-каганом (помер 552 року) з роду тюрків ашинів, що взяли владу над Туркестаном й шовковим шляхом після жужан, яких китайці називали: татари; тюркська назва: авари.
Тюркські хани походили з племені північних хунну — ашинів (асени). Ашини були зосереджені у краї річки Орхон у сьогоднішній центральній Монголії. За іншою теорією хани походили з хотанських саків з краю річки Тарим, бо їхні перші генеалогічні записи зроблені согдійською мовою.
Тюрки не були чужорідним елементом у державі жужан, — вони були частиною спільноти споріднених народів тюркської мовної сім'ї. У жужан ашини (тюрки) були носіями залізної металургійної технології, тому вони займали привілейоване положення як слуг жужан. Культурні та організаційні риси тюрків були споріднені з хунну, держава яких зникла 400 років тому. Китайські джерела називають тюрків нащадками хунну, хоча китайці усіх хто мешкав на півночі називали хунну.
Тюрки залишалися сповідувачами тенгріанства, хоча приймали місіонерів несторіанських християн, буддистів й маніхейства.
Тюрки мали своє рунічне письмо (Орхонські таблиці).

## Утворення першого каганату (546—584)

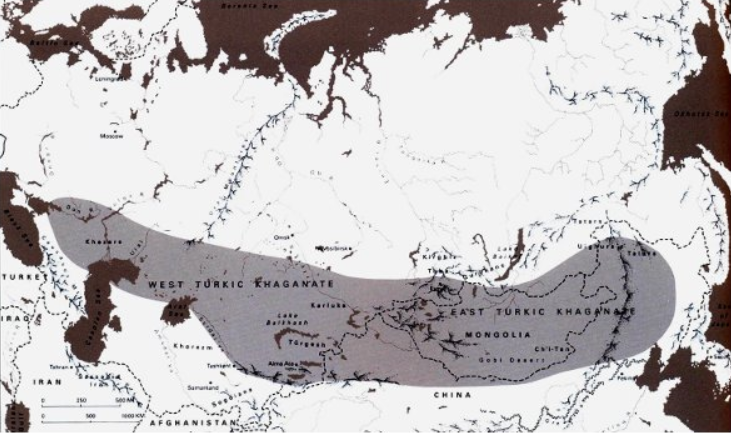
Перший тюркський каганат за найбільшого поширення у 576 році

Бумин-хан (Тюмен) 542 року розбив уйгурів й тєле, що планували повстати проти жужан, за що йому була обіцяна ханська дочка. Не отримавши обіцяного Бумин уклав союз з північнокитайською державою Західна Вей й 546 року виступив проти жужан, що були їхніми ворогами. 552 року Бумин розбив жужанського хана Юйцзюлюй Анаґуя. Він також підкорив єнісейських киргизів й киданів у західній Маньчжурії.
Бумин проголосив себе Іл-каганом («великим царем царів») на давній тюркській «священній» горі у столиці хунну Отукан, у якій тюрки мали свою столицю Орду-Балик (400 км на захід від Улан-Батора).
Він був визнаний за чинного хана Західною Вей й одружений з їхньою принцесою Чанле. Проте помер за рік після інавгурації у 552 році.
Третій хан, другий син Бумина Мукан об'єднав завойовані землі й утворив імперію.

## Західна експансія західних тюрків-аварів

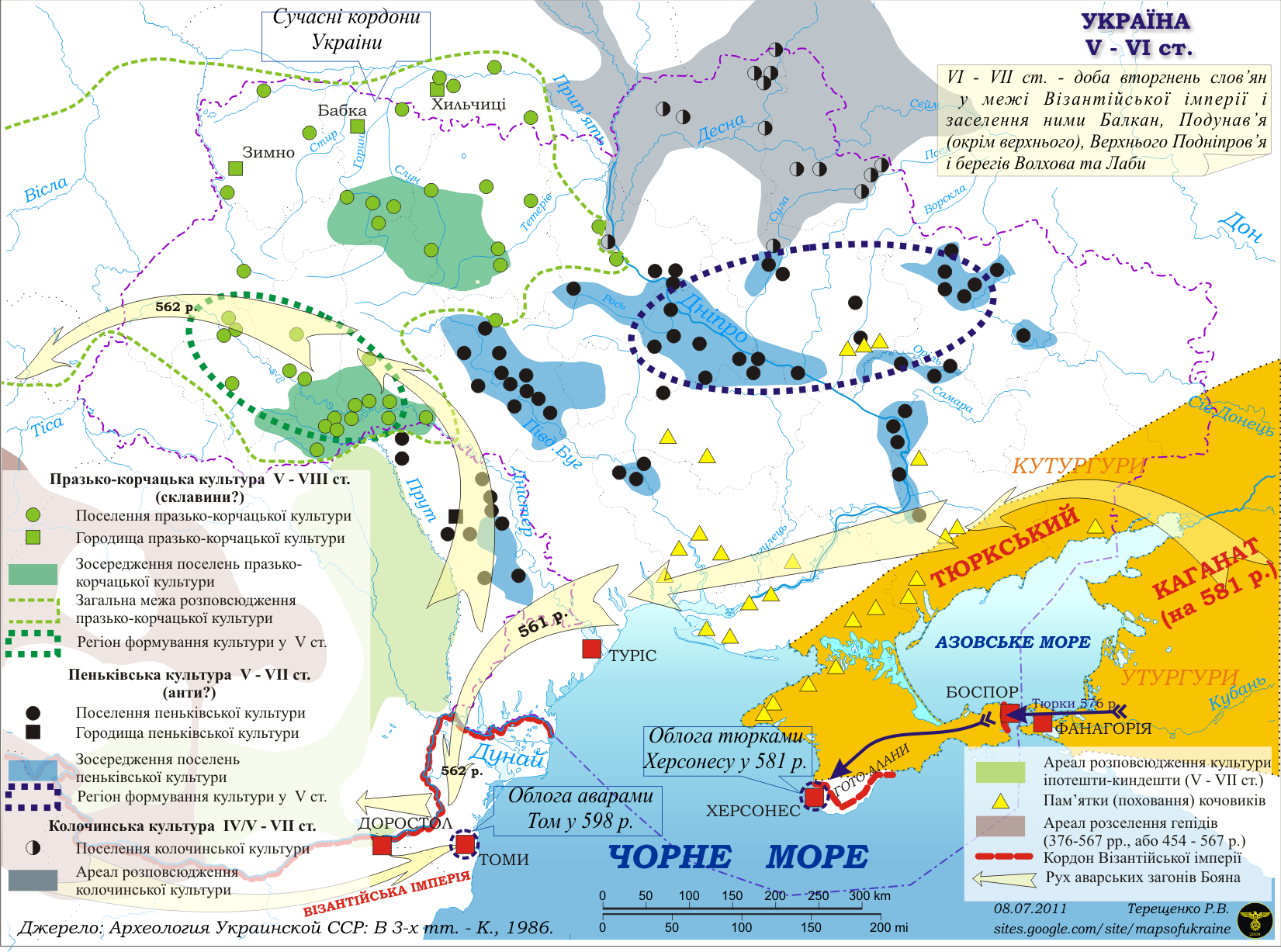
Поява тюрків у 560-их роках на півдні України

Брат Бумина Істемі (помер 576 року), що мав титул «ябги Заходу» спільно з перськими Сасанідами переміг й знищив білих гунів, що були спільниками жужан. Ця перемога зміцнила владу тюрків над шовковим шляхом й підштовхнула аварів до їхнього військового просування у Руський степ. Саме політика Істемі, яку продовжив його син Тарду привела тюрків до експансії у Східну Європу. 576 року тюрки переправилися через Кімерійський Боспор у Крим, 581 року орда оволоділа Корсунем (Херсонес Таврійський) й гуляла по степах Криму до 590 року.
Тюрки й білі гуни, що вже були під васалітетом тюрків, перейшли взаємний кордон з Персією по річці Вакш (Амудар'я) й поширили свою владу на Бактрію разом з Балхом, якими володіли до кінця сторіччя. Перша персько-тюркська війна у 588—589 закінчилися перемогою військ Сассанідів під керівництвом перського марзбана Бахрама Чубіна. Найпівденніше тюрки з ефталітами доходили до стін Герата. Перси повернули кордон по річці Вакшу.
На сході Тюркський каганат тримав союзні стосунки з корейською імперією Когурьо, що обіймала землі на півночі корейського півострову й півдні Маньчжурії. Стосунки включали дари, військову допомогу й вільну торгівлю.

## Внутрішня боротьба між Заходом й Сходом (584—603)

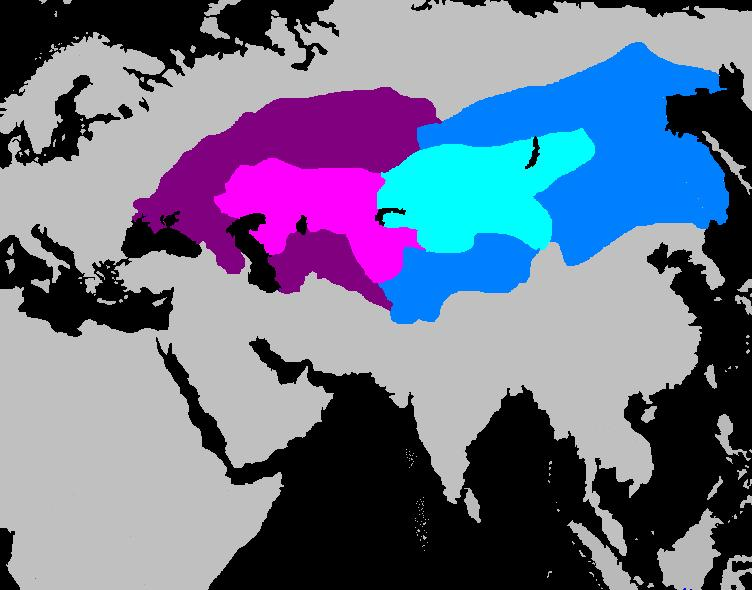
Тюркський каганат з поділом на західних та східних тюрків. Яскравим кольором подані племінні території обох тюркських племінних спілок. Темнішими тонами подані залежні від них племена, відповідно від західних і східних тюрків.

По смерті 581 року Таспар-хана його бажання обрати каганом сина Мухана Талоп'єна було відкинуто тюркськими вищими зборами, невдовзі був обраний Ішбара. Сформувалися прихильники царювання Талоп'єна й Ішбари. У внутрішню політику Тюркії партії претендентів на титул кагана втягали Китай династії Суй.
Син західнотюркського володаря Істамі Тарду, що став ябгу Заходу 575 року вже після смерті батька оголосив себе незалежним володарем, а за подіями боротьби за владу у Отукані він сам оголосив себе тюркським каганом й пішов з військом заходу на схід на столицю. Каган сходу Ішбара за підмогою звернувся до китайського імператора Ян. На те Тарду атакував китайську столицю Чан'ань приблизно 600 року. Китайці вдалися до підбурення васала західних тюрків тєле на повстання. До повстанців приєдналися уйгури та сир-тардуші. 603 року Тарду був ймовірно вбитий.

## Східний тюркський каганат (600—630)

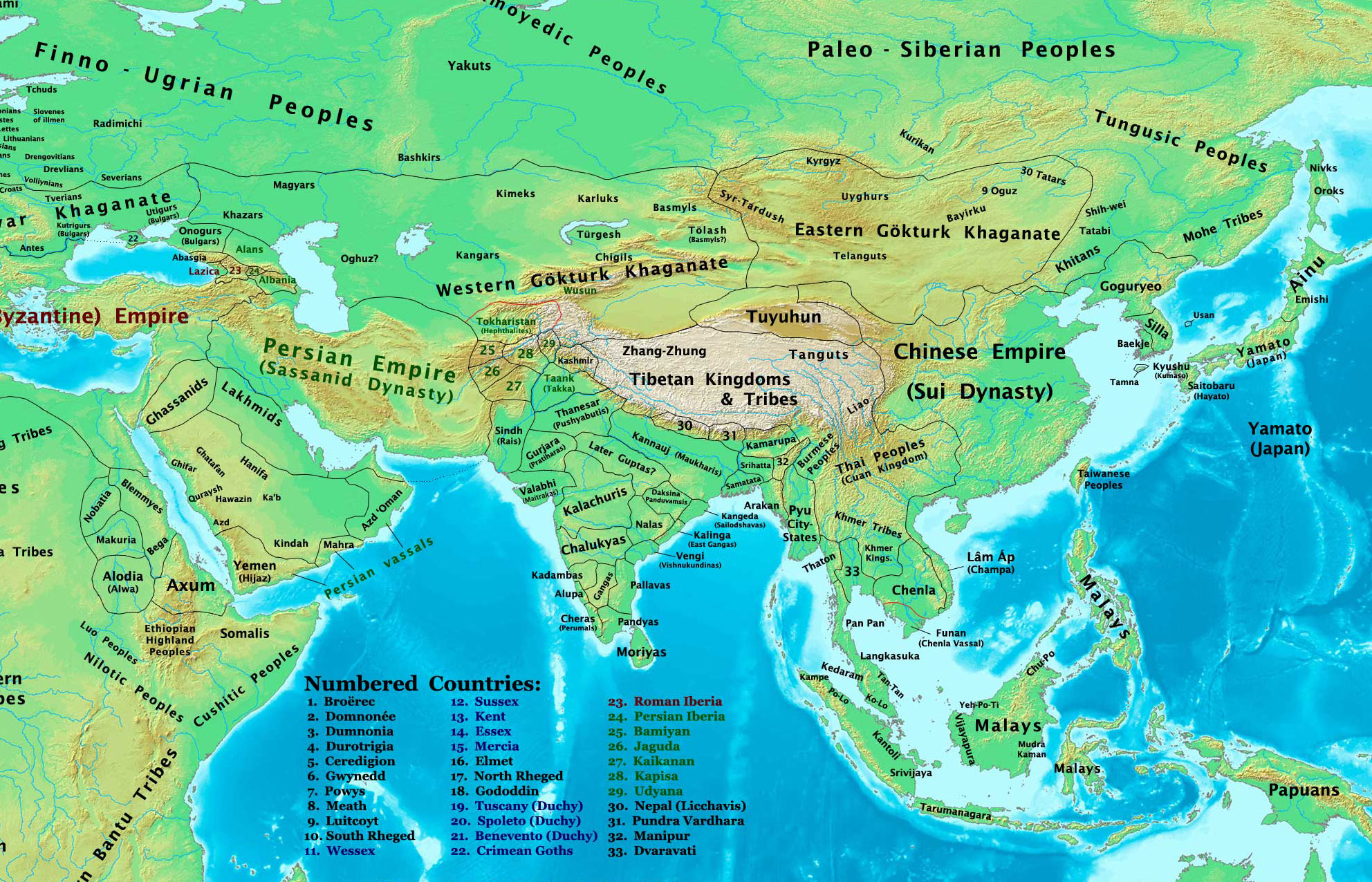
Східний і Західний тюркські каганати на 600 рік

Східний каганат продовжував іменуватися Коктюрк й мав свою столицю у Орду-Балик (хунський Отукан), проте не поширював свою владу на західних тюрків й був під впливом Китаю династій Суй (до 618 року) і Тан (після 618 року). Тюркські хани Шібі (609—619) і Іль (620—630) відкинули вплив Китаю та атакували у його найвразливіший момент — час після переходу влади від династії Суй до династії Тан у 618 році. Хілі був переможений повсталим народом-васалом тєле (у китайських джерелах під назвою уйгури) у 626—630 роках, що були спільниками з китайським імператором Тайцзуном. 630 року Хілі був ув'язнений китайцями, а східну тюркську імперію поділено на протекторати.

## Західний тюркський каганат (600—659)

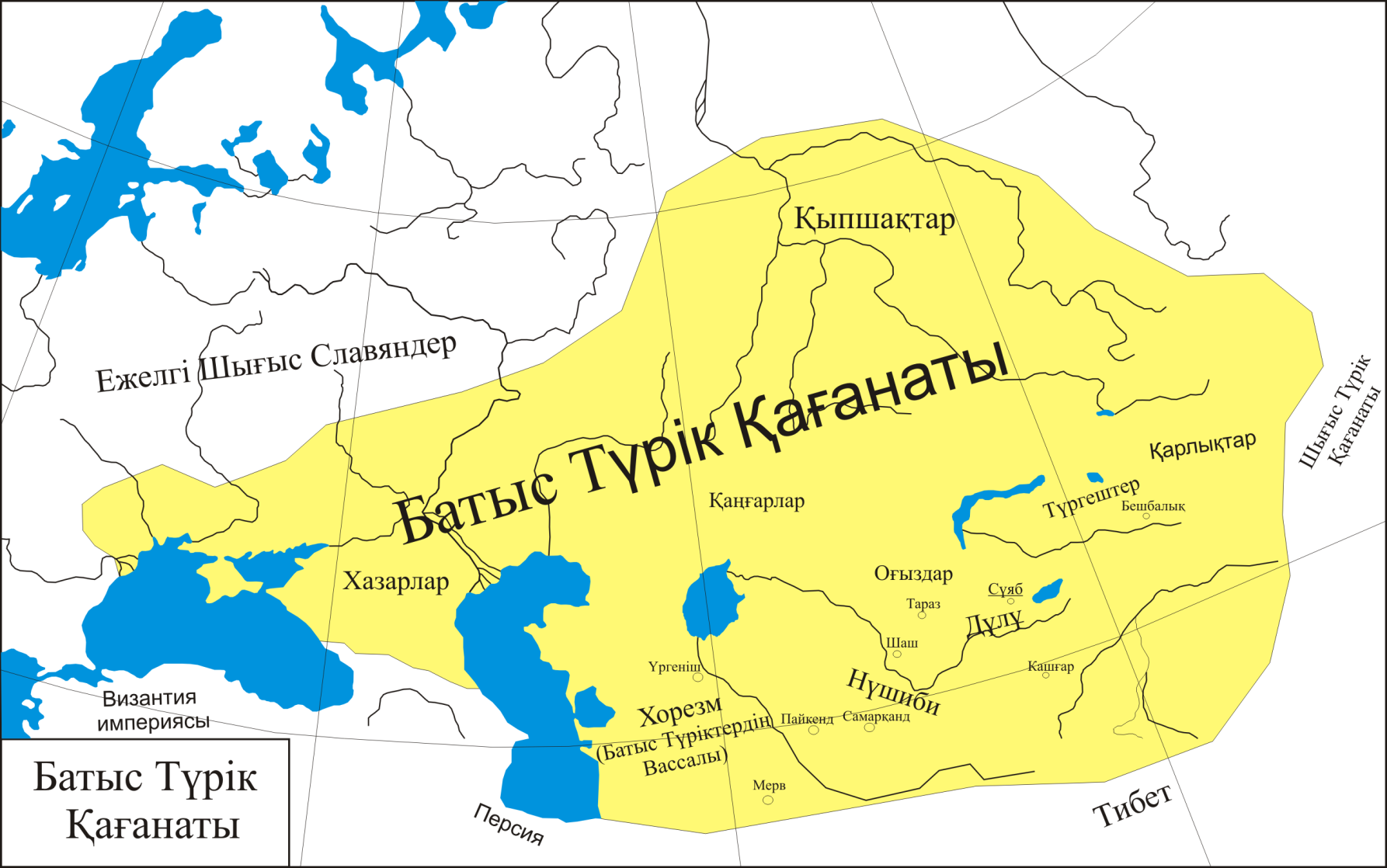
Західний тюркський каганат (підписи казахською мовою)

Західний тюркський каганат мав свою столицю у Суябі (за 6 км на південний схід від сучасного киргизького міста Токмок) й літню столицю Навекат — обидва над річкою Чу.
Західні тюркські хани Джегуй (Шекуї; 610—618) й його молодшого брата Токджабгу (Тун ябгу; 618—628) склали угоду з Візантійською імперією проти Персії. Це дало їм змогу поновити кордон по річці Вакш (Амудар'я), на Алтаї та у краї річки Тарим.
626 року Тун ябгу почав вторгнення на перське Закавказзя з силами хозарів й візантійського імператора Іраклія, що також відоме як Третя персько-тюркська війна. Були взяті Дербент, Кавказька Албанія та Тбілісі (разом з візантійцями 626 року). У квітні 630 року посланець Туна ябги на Закавказзі Бурі-сад послав кінноту у похід на Вірменію, де хозарський генерал Чорпан-Тархан з 3000 вершниками знищив 10000 вершників посланих перським шахом Шахрбаразом. Вторгнення закінчилося вбивством кагана й війська відійшли з Закавказзя.
Етнічне ядро каганату продовжувало зосереджуватися у Семиріччі. У Заоксанні мешкали осілі іраномовні согдійці. Під час правління Ишбара кагана (634—639) роках провів реформу розділивши країну на 10 племінних провінцій — стріл. Після чого у візантійських джерелах західних турків почали називати Онок. Країна була розділена на два племінні спілки: дулу (тулу; район Джунґарії) та нушибі (Захід Тянь-Шану) з межею по річці Чу мали по 5 «стріл» на чолі кожної стояв шаб. Ці дві племінні спілки ворогували у 630—651 роках.
Китайський імператор Тайцзун був проголошений тюркським каганом. 657 року китайський генерал Су Дінфан захопив східну частину каганату. 659 року китайський імператор оголосив увесь «шовковий шлях» своєю власністю, що включало ісконні західно-тюркські землі: Джунгарії, Сімеріччя.
Скориставшись внутрішньою боротьбою за владу у каганаті, булгари створили державу на північному Причорномор'ї та Поозів'ї Стара Велика Булгарія (Παλαιά Μεγάλη Βουλγαρία, Palaiá Megálē Boulgaría, Стара Велика България) разом з сабірами; й хозари з заходу каганату. Булгари зорганізовані провідниками з племені Дуло (Дулу), а хозари — з тюркського племені Ашина. Булгари також відомі як болгари, белгари, балкари, бльгари, бургари, бугари, богари. Враховуючи генетичні дослідження, які показують подібність до їх сусідів з Балкану — румунів, албанців, греків, сербо-хорватів, все більше людей в Болгарії переосмислюють своє походження, знаходячи все більше зв'язків між склавенами/ слав'янами (слов'янами) та старими болгарами з тракійцями, первинним населенням Балкан та у Південно-Східній Європі. Підтвердженням цьому може бути збільшена кількість балканської (від Тесалії та Епіру 9000 років тому) хаплогрупи Y-ДНК E-v13 (E1b1b) серед чувашів (14 %) та казанських татар (10 %) на Волзі, де була Волзька Булгарія, проти 2,5 % у росіян, 6 % в українців, 14 % у румунів. Тесалійська хаплогрупа є основна у північній Греції (20,5 %), у болгар (23,5 %), на півдні Греції (27 %), у албанців (27,5 %) та у середньої Греції, тобто Тесалії (29,5 %).

## Численні посттюркські держави (659—681)
Після підпорядкування Китаю тюркські керманичі почали носити китайські титули й воювали на стороні Китаю у його війнах. Тут існували численні племінні орди. На сході уйгури взяли гору над своїми давніми спільниками сир-тардушами. На заході тургеші об'єднали племена спадшини онок.

## Поновлення тюркського каганату (681—744)

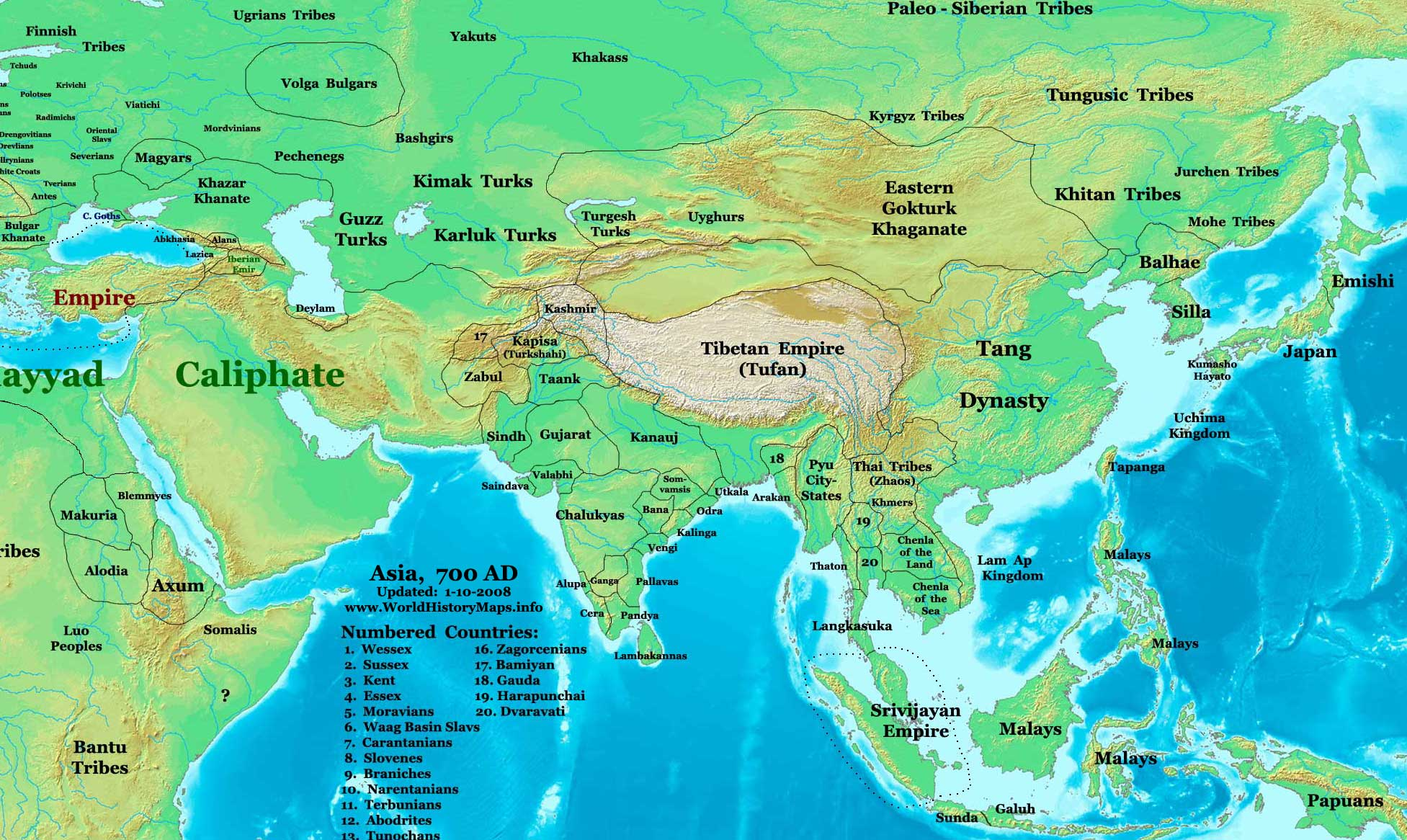
Тюркський каганат й навколишні держави на 700 рік

Ільтеріш (каган у 682-694 роках) та його брат Капаган (каган у 694-716 роках) звільнилися від панування Китаю й поновили каганат. 681 року тюрки підняли повстання проти китайської династії Тан й до 705 року розширили свої володіння на південь до Самарканда де араби володіли Заоксанією.
У 712-713 роках Тюркський каганат мав битви з Омеядським халіфатом, з яких араби вийшли переможцями.
Столиця була у Отукані. Природа держави описується істориками як «сумісне підприємство племені Ашина, согдійців й великого числа китайських урядовців». Син Ільтеріша Білге (каган у 717-734 роках) був також сильним каганом. Саме про його справи описано у Орхонських рунічних текстах.
Уйгурський хан Кутлук об'єднався з карлуками й басмилами й 744 року взяв столицю Отукан й обезголовив останнього тюркського кагана Озміша, чию голову било відіслано до китайського суду. За декілька років був створений Уйгурський каганат. Проте вони були повністю переможені 749 року китайським генералом Лі Ву.